# Allogymnopleurus splendidus
Allogymnopleurus splendidus là một loài bọ cánh cứng trong họ Bọ hung (Scarabaeidae).